# Bermejo (ort)
Bermejo (quechua: Panti llaqta) är en ort i Bolivia.   Den ligger i departementet Tarija, i den södra delen av landet, 400 kilometer söder om huvudstaden Sucre. Bermejo ligger 416 meter över havet och antalet invånare är 35 411.
Terrängen runt Bermejo är platt åt sydost, men åt nordväst är den kuperad. Det finns inga andra samhällen i närheten.
Trakten runt Bermejo består till största delen av jordbruksmark. Runt Bermejo är det glesbefolkat, med 10 invånare per kvadratkilometer.